# 1897–1898-as északír labdarúgó-bajnokság (első osztály)
Az 1897–1898-as Irish League volt a 8. alkalommal megrendezett, legmagasabb szintű labdarúgó-bajnokság Észak-Írországban. A szezonban 6 klubcsapat vett részt.
A címvédő a Glentoran volt. A bajnoki trófeát a Linfield csapata nyerte meg, a bajnokság történetében ötödjére.

## Tabella
| Hely. | Csapat                       | M  | Gy | D | V | G+ | G– | Gk  | P  | Továbbjutás vagy kiesés |
| ----- | ---------------------------- | -- | -- | - | - | -- | -- | --- | -- | ----------------------- |
| 1.    | Linfield                     | 10 | 8  | 1 | 1 | 22 | 10 | +12 | 17 | A szezon bajnoka        |
| 2.    | Glentoran                    | 10 | 6  | 1 | 3 | 31 | 12 | +19 | 13 |                         |
| 3.    | Cliftonville                 | 10 | 6  | 1 | 3 | 23 | 17 | +6  | 13 |                         |
| 4.    | Belfast Celtic               | 10 | 3  | 1 | 6 | 15 | 19 | −4  | 7  |                         |
| 5.    | Lisburn Distillery           | 10 | 2  | 1 | 7 | 13 | 28 | −15 | 5  |                         |
| 6.    | North Staffordshire Regiment | 10 | 2  | 1 | 7 | 13 | 31 | −18 | 5  |                         |

## Meccstáblázat
| Hazai \ Vendég               | CEL | CLI | DIS | GLT | LIN | NSR |
| ---------------------------- | --- | --- | --- | --- | --- | --- |
| Belfast Celtic               | —   | 1–2 | 5–1 | 1–5 | 0–3 | 2–1 |
| Cliftonville                 | 1–0 | —   | 4–3 | 1–1 | 0–1 | 3–1 |
| Lisburn Distillery           | 0–2 | 5–0 | —   | 0–6 | 1–1 | 2–0 |
| Glentoran                    | 1–0 | 3–0 | 6–0 | —   | 2–4 | 1–2 |
| Linfield                     | 2–1 | 2–4 | 1–0 | 2–1 | —   | 3–0 |
| North Staffordshire Regiment | 3–3 | 0–8 | 3–1 | 2–5 | 1–3 | —   |